# Olympische Jugend-Sommerspiele 2010/Teilnehmer (Antigua und Barbuda)
| Gelbes Symbol für Goldmedaillen mit stilisierten Olympischen Ringen | Graues Symbol für Silbermedaillen mit stilisierten Olympischen Ringen | Braundes Symbol für Bronzemedaillen mit stilisierten Olympischen Ringen |
| ------------------------------------------------------------------- | --------------------------------------------------------------------- | ----------------------------------------------------------------------- |
| —                                                                   | —                                                                     | —                                                                       |

Die Jugend-Olympiamannschaft aus Antigua und Barbuda für die I. Olympischen Jugend-Sommerspiele vom 14. bis 26. August 2010 in Singapur bestand aus vier Athleten. Sie konnten keine Medaille gewinnen.

## Athleten nach Sportarten

### Leichtathletik
| Mädchen - Kenryca Shenika Francis 3000 m: 17. Platz | Jungen - Tahir Walsh 100 m: 4. Platz - Jalil Salmon 400 m: 19. Platz |

### Schwimmen
Jungen
- Kareem Valentine
50 m Freistil: 44. Platz (Vorrunde)